# Bothriechis schlegelii
La bocaracá o crótalo cornudo de Schlegel (Bothriechis schlegelii) es una especie de serpiente venenosa de América Central y Sudamérica que pertenece a la subfamilia de las víboras de foseta. Pequeña y arbórea, se caracteriza por su amplia gama de variantes de color, así como por una especie de “cuernos” situados sobre los ojos. Debe su nombre al zoólogo alemán Hermann Schlegel. No han sido reconocidas subespecies.

## Etimología
La palabra bocaracá deriva de la lengua indígena boruca “bek-kara-aká” que quiere decir «el diablo que mata al morder».

## Nombres comunes
Bothriechis schlegelii es conocida como bocaracá en Costa Rica, y en otros países latinoamericanos como oropel.  Otros nombres comunes incluyen: toboba de pestañas, terciopelo de pestañas, víbora amarilla (para la variedad de este color) y víbora de pestañas (Colombia).
En inglés: Eyelash viper, eyelash mountain viper, Schlegel's viper, Schlegel's palm viper, eyelash snake, horned palm viper. eyelash pit viper, Schlegel's pit viper. eyelash palm-pitviper.

## Descripción

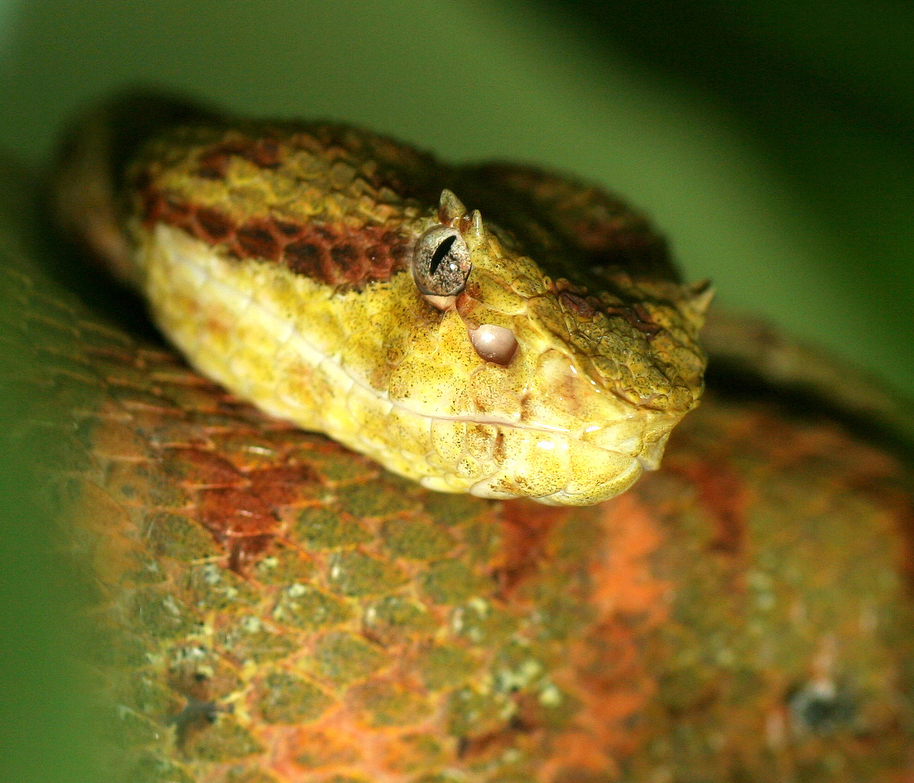
B. schlegelii.

Es una especie relativamente pequeña, que raramente supera los 75 cm de longitud. Las hembras suelen ser más largas que los machos. Poseen una cabeza triangular, con ojos de pupilas verticales. A cada lado de la cabeza tienen una foseta loreal ubicada entre el ojo y el hocico, que sirve para detectar presas que emiten radiación infrarroja. La foseta loreal es una característica compartida con las demás víboras de foseta.

## Distribución geográfica
La especie se halla desde el sur de México (norte de Chiapas), hacia el sureste sobre la vertiente del Atlántico y las tierras bajas de América Central hasta el norte de América del Sur en Colombia y Venezuela. Se encuentra también en la vertiente del Pacífico, en las tierras bajas de Costa Rica, Panamá, Honduras, Colombia, Ecuador y Perú.

## Hábitat
Prefiere áreas tropicales de denso follaje, en zonas cercanas a fuentes de agua. Su hábitat es principalmente conformado de bosques húmedos a altitudes que oscilan entre el nivel del mar hasta 2640 m s. n. m.

## Comportamiento

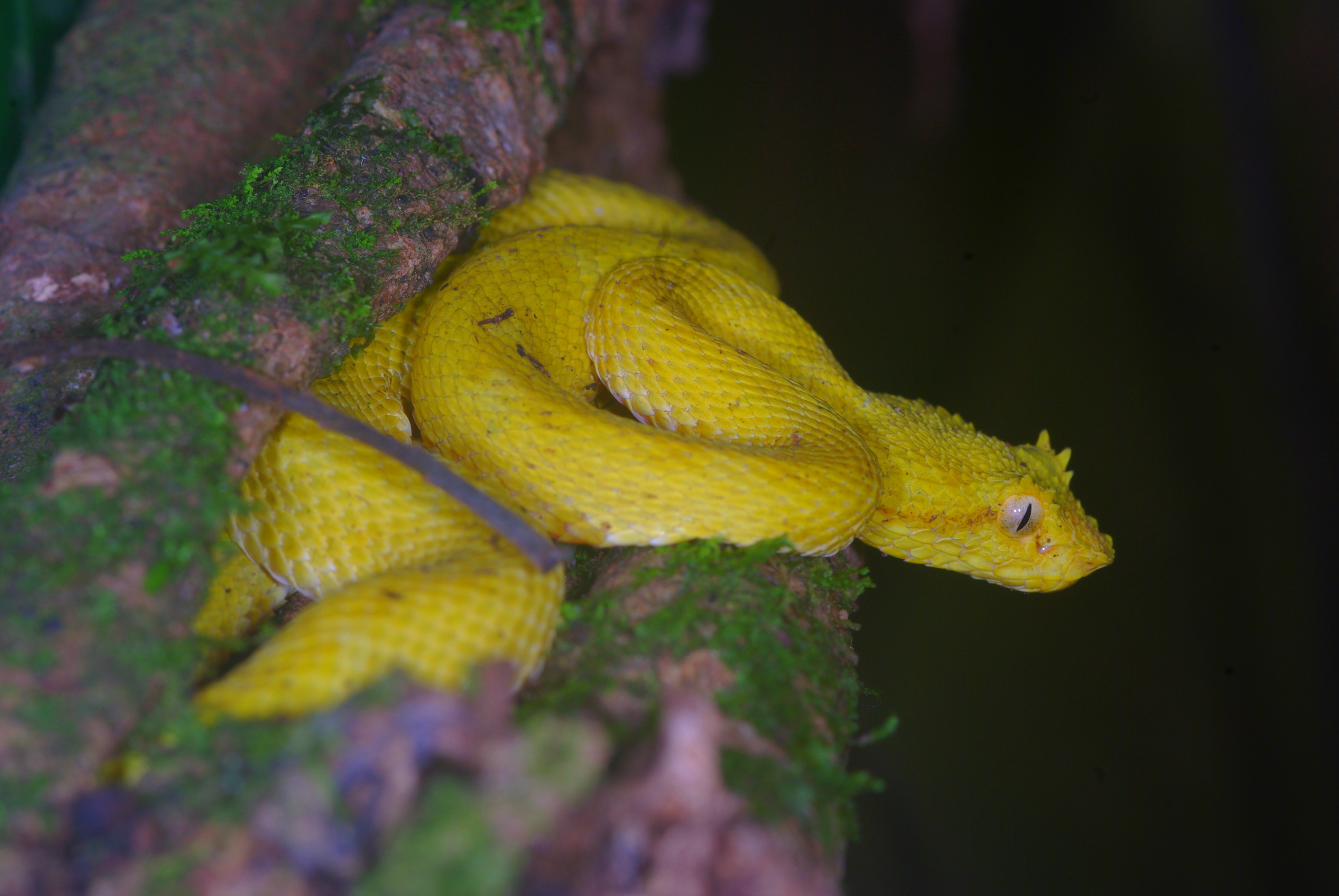
Ejemplar de Bothriechis schleglii

Como otras especies del género Bothriechis, esta es arbórea. Principalmente nocturna, se alimenta de pequeños roedores, ranas, culebras y pequeños pájaros. No es una serpiente agresiva, pero no duda en atacar si es molestada.
Siendo un típico depredador de emboscada, espera pacientemente a sus presas. A veces, elige un lugar de emboscada específico para aves, donde regresa todos los años a tiempo para la migración de primavera de las aves. 

## Reproducción
Bothriechis schlegelii es ovovivípara, y una camada tiene un promedio de 10–12 crías cada año, pero puede constar hasta de 20 individuos. Las crías tienen un tamaño de 6–8 pulgadas.

## Veneno

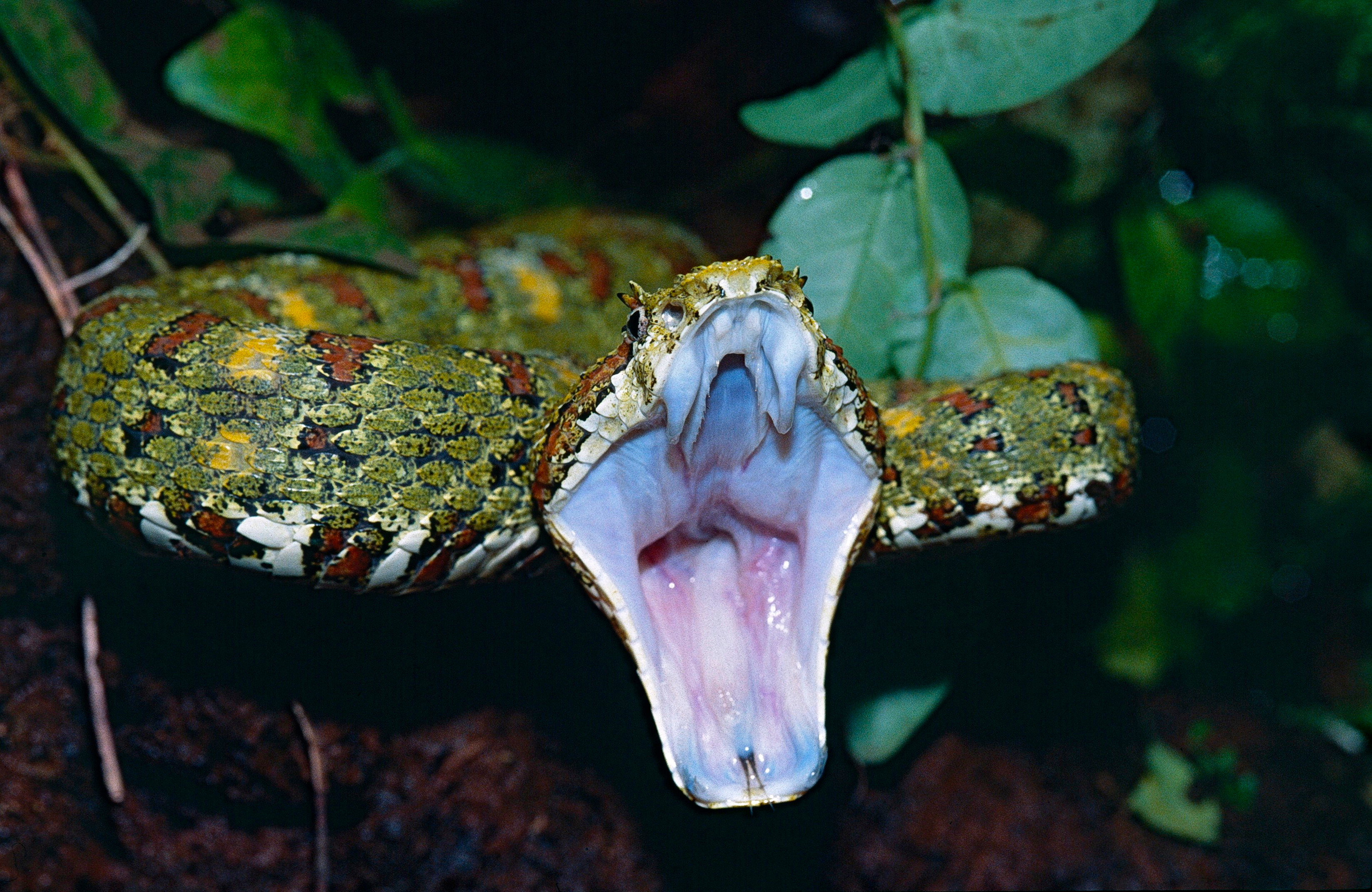
Santa Elena, Monteverde, Costa Rica Diapositiva escaneada de 1997

El veneno de Bothriechis schlegelii es principalmente hemotóxico, pero contiene también factores fuertemente miotóxicos. Las mordeduras de esta especie son poco frecuentes y raramente fatales. Víctimas mortales incluyen principalmente niños pequeños. Síntomas típicos de un envenenamiento severo incluyen: dolor local intenso, hinchazón, leve necrosis de los tejidos, mareos, náusea, y dificultad respiratoria. No existe un antídoto específico para las mordeduras de esta especie.
El Instituto de Investigación Clodomiro Picado, de la Universidad de Costa Rica utiliza el veneno de Bothriechis schlegelii para producir antisuero.